# Foil
Ne doit pas être confondu avec un « hydrofoil », navire qui utilise cette technologie.
En termes de marine, un plan sustentateur (foil en anglais) ou « aile d'eau » désigne une surface portante immergée, horizontale ou inclinée par rapport à la coque, dont le rôle est de soulever partiellement ou totalement la coque hors de l'eau pour réduire sa traînée hydrodynamique et gagner en vitesse.

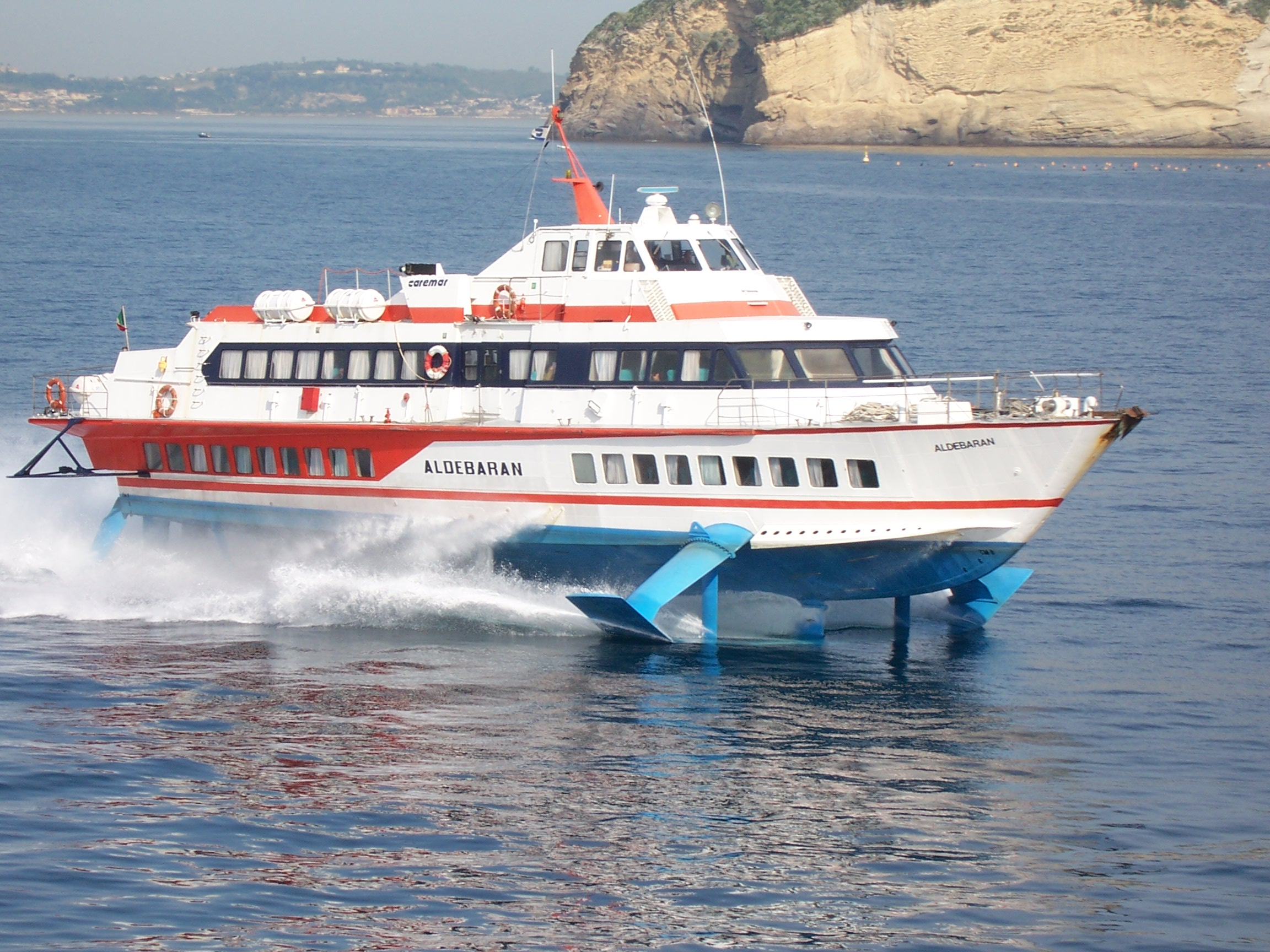
Aldebaran, hydroptère à foils traversants type Rodriquez RHS-160.

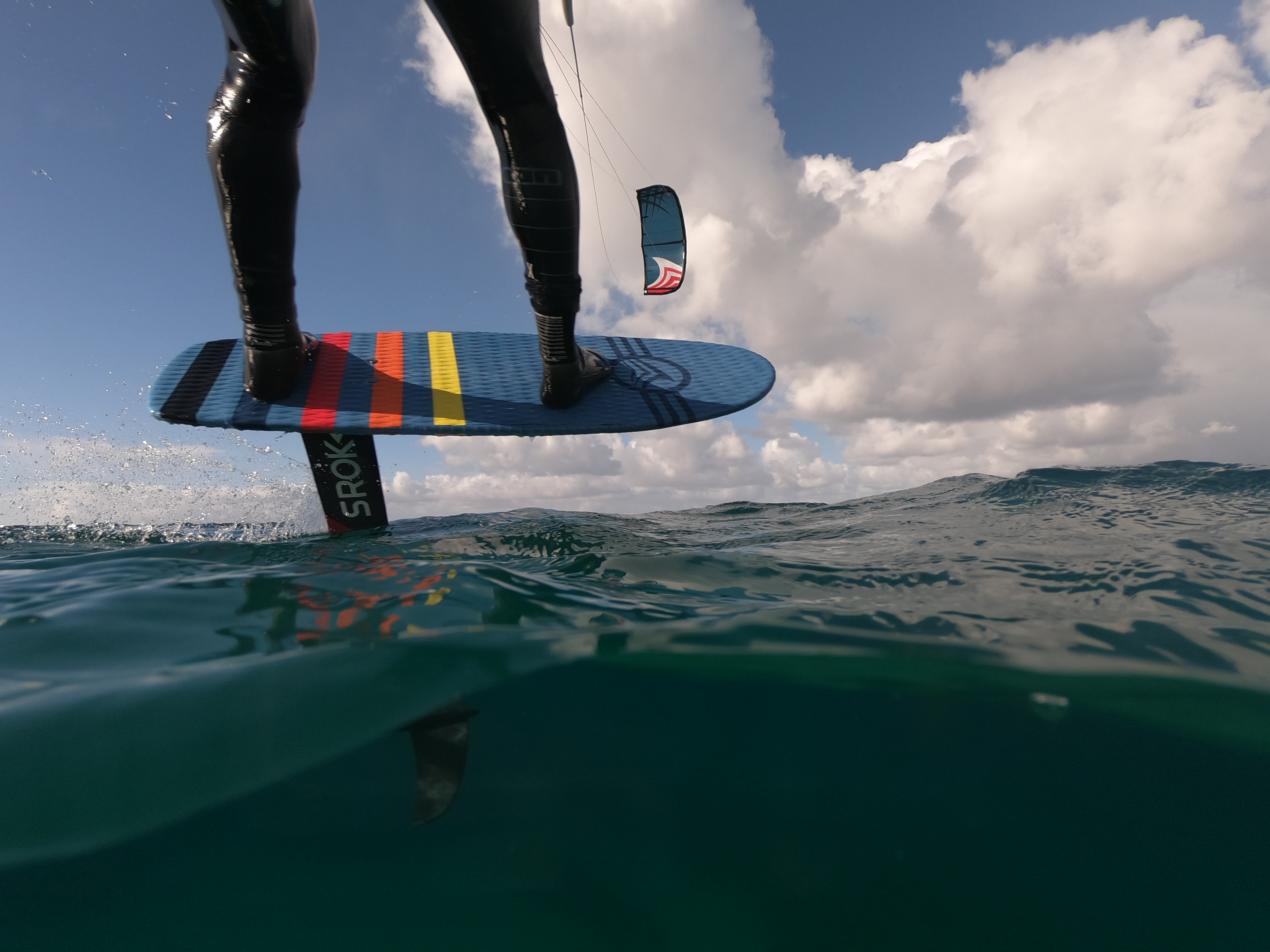
Kitefoil permettant de réduire la traînée hydrodynamique.

## Définition et origine du nom
Un foil ou « aile d'eau » désigne, en termes de marine, une surface portante immergée, horizontale ou inclinée par rapport à la coque. Son rôle est de soulever partiellement ou totalement la coque hors de l'eau pour réduire sa traînée hydrodynamique et gagner en vitesse.
Le mot « foil » est originellement un mot d'ancien français signifiant « feuille [d'arbre] », mais dans son sens actuel c'est une aphérèse de l'anglais hydrofoil, construit sur foil (« feuille [d'un matériau] ») qui lui-même vient de l'ancien français foil et du préfixe hydro- (du grec ὕδριος / húdrios, « d'eau »).

## Histoire
Les foils ne sont pas l’œuvre d'un inventeur unique à une date précise. Ils restent encore au centre de nombreuses recherches. Les premiers foils tels que nous les connaissons sont apparus dans les années 1980. Ils ont été popularisés par Eric Tabarly et son trimaran à foil, le Paul Ricard. Ils se démocratisent véritablement dans les années 2000 avec l'apparition des hydroptères ; ces multicoques pouvant atteindre des vitesses extrêmement élevées grâce à leurs foils : plus de 100 km/h. En 2012, le record de vitesse à la voile est obtenu par le Vestas Sailrocket 2, un engin à  foil. Une pointe de vitesse de 65,45 nœuds a été atteinte (121 km/h).
Les foils ont fait leur apparition pour la première fois au Vendée Globe lors de l'édition 2016 où les skippers avaient le choix d'en munir, ou non, leur coque,.

## Agencements courants
Selon l'objectif souhaité et les limitations technologiques, les foils peuvent être implantés diversement.

### Dispositions
Dans le but de contrôler les bras de levier et moments relatifs à la stabilité longitudinale (en tangage) et latérale (en roulis) du navire, il est souvent utilisé plusieurs surfaces portantes, et l'on trouve des dispositions :
- en canard : petite surface à l’avant et grande surface portante à l’arrière ;
- classiques ou « avion » : grande surface portante sur l’avant et surface arrière faisant office d’empennage ;
- en tandem : surfaces identiques ou voisines à l’avant et l’arrière.

### Types

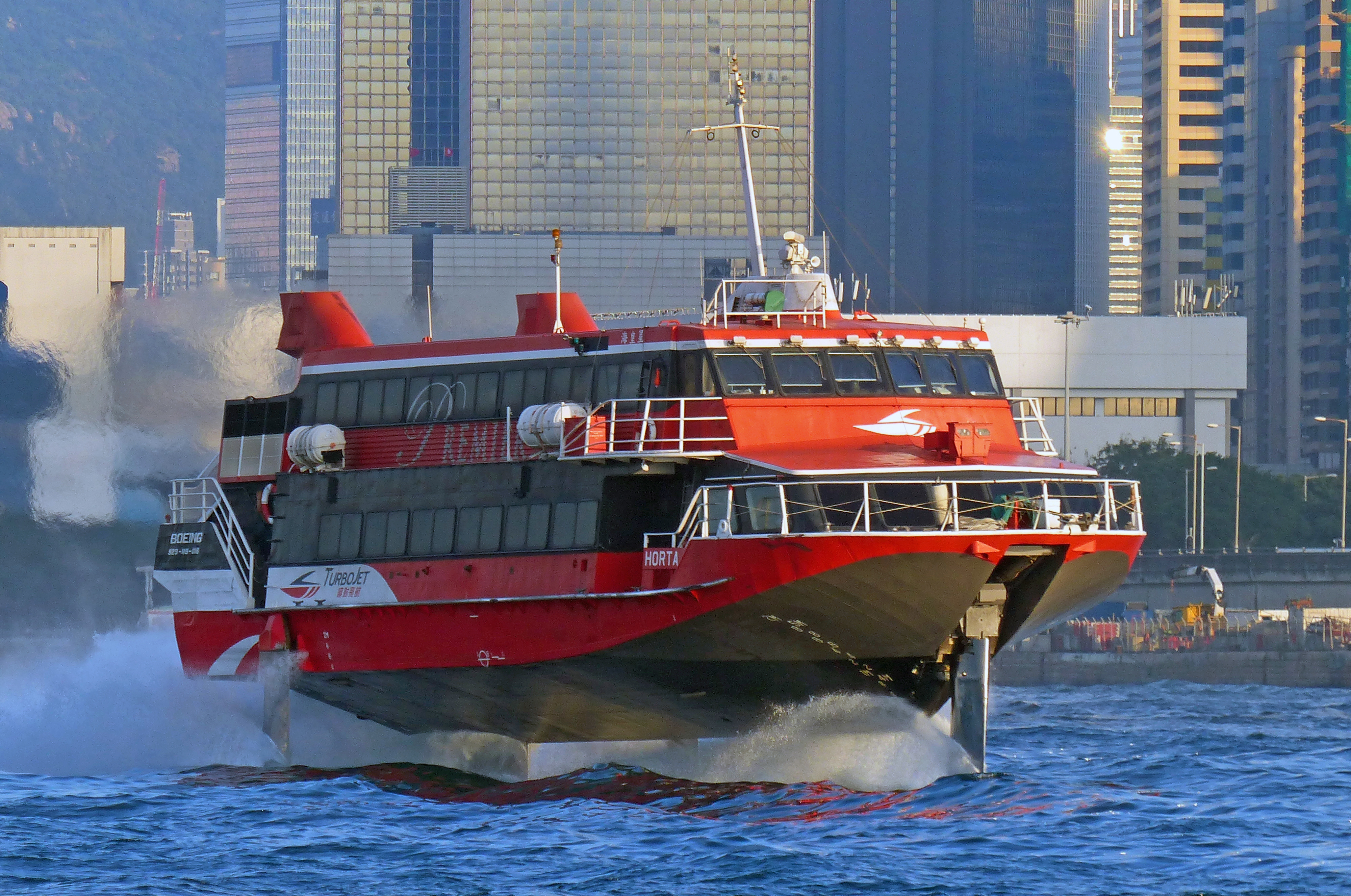
Boeing 929 Jetfoil à Hong Kong.

Les foils sont classés en deux familles :
- les foils à surface variable, traversant la surface :
  - foils à échelle : plusieurs plans superposés. Système le plus ancien qui n'est plus utilisé à cause de la complexité de construction et la forte traînée due aux nombreuses interactions entre les montants et les plans porteurs ;
  - foils obliques : en « V » montés sur les hydroptères de première génération, suisses, italiens et russes (navire à grande vitesse), et sur le voilier L'Hydroptère, ou foils courbes en « cuillère ».

- les foils à surface fixe, totalement immergés, le plus souvent en « T inversé » (Boeing 929 Jetfoil) ; Trifoiler & Windrider Rave, Moth à foil, hydroptères de loisirs). Il existe d'autres formes, en « Y inversé », en « U », en « L ».

#### Foil traversant la surface
Dans le cas des foils traversant la surface, plus le bateau va vite, plus il monte et moins la surface immergée est importante. La vitesse compense la perte de surface portante, la portance restant constante.
Pour une vitesse donnée, le bateau s’élève jusqu'à ce que la portance soit égale au poids. La portance est dite autorégulée puisque (théoriquement) le bateau ne risque pas de monter au point de sortir un foil de l'eau. Ces foils ont généralement un angle de calage fixe mais ils peuvent aussi être réglables (calage variable).
L'immersion du foil étant réglée sur le niveau de la surface, le bateau suit le profil des vagues (inconfort par mer agitée).

#### Foil complètement immergé
Dans le cas des foils complètement immergés, la surface portante est entièrement et constamment immergée.
L'intéret de cette configuration est d'isoler le bateau de l’effet des vagues pour que le navire décolle dès que sa vitesse est suffisante et à condition que la houle ne soit pas trop forte. Les supports ou montants ou « jambes » qui relient les foils à la coque ne contribuent généralement pas à la portance. Cette configuration à foils immergés peut présenter un rendement (portance/traînée) plus élevé mais n'est pas naturellement stable en tangage et en roulis. D'autre part la surface portante est constante quelle que soit la vitesse et la hauteur de vol. Sans système de régulation, rien ne stabilise la profondeur d'immersion : le foil peut arriver à l'interface air/eau. Pour ces deux raisons le navire doit être équipé d'un système de stabilisation active piloté par des capteurs d'altitude (comme sur le Moth à foil) ou par une centrale (capteurs d'altitude, accéléromètres).
Pour faire varier les portances longitudinales et transversales en fonction de la vitesse, du rayon de virage demandé et du poids du bateau, les foils doivent être équipés d'un système de variation de portance agissant sur le calage ou la cambrure du profil ou sur l'écoulement local.
On trouve dans cette famille le plus souvent des foils en « T inversé », mais aussi en « U » ou en « L ».

#### Foil inversé
Les foils peuvent aussi être inversés pour créer une déportance et maintenir dans l'eau un dispositif antidérive, comme sur l'engin  de record de vitesse Vestas Sailrocket 2 ou pour une « ancre de mer » (exemple du Chien-de-mer de Didier Costes).

## Stabilisation active, asservissement des foils
La régulation de la portance peut se faire par :
- modification de l’angle de calage de l’ensemble (foil + « jambe »)[9] ;
- modification du calage du foil seul ;
- modification de la cambrure du profil (braquage d’un volet au bord de fuite) ;
- diminution de la portance par ventilation de l'extrados (l'eau est remplacée par de l'air).

### Engins à moteurs
Le système est piloté par des capteurs (gyroscopes, accéléromètres et capteurs de hauteur de vol) ; des vérins contrôlent la portance des foils.

### Voiliers
Le système est souvent piloté mécaniquement par des palpeurs placés en avant du bateau ou par un capteur d'altitude (le plus souvent un flotteur qui plane à la surface de l’eau), cf. « Moth à foil » ou « Moth Foiler ».

### Véhicules à propulsion humaine
Engins mus par la force humaine : 

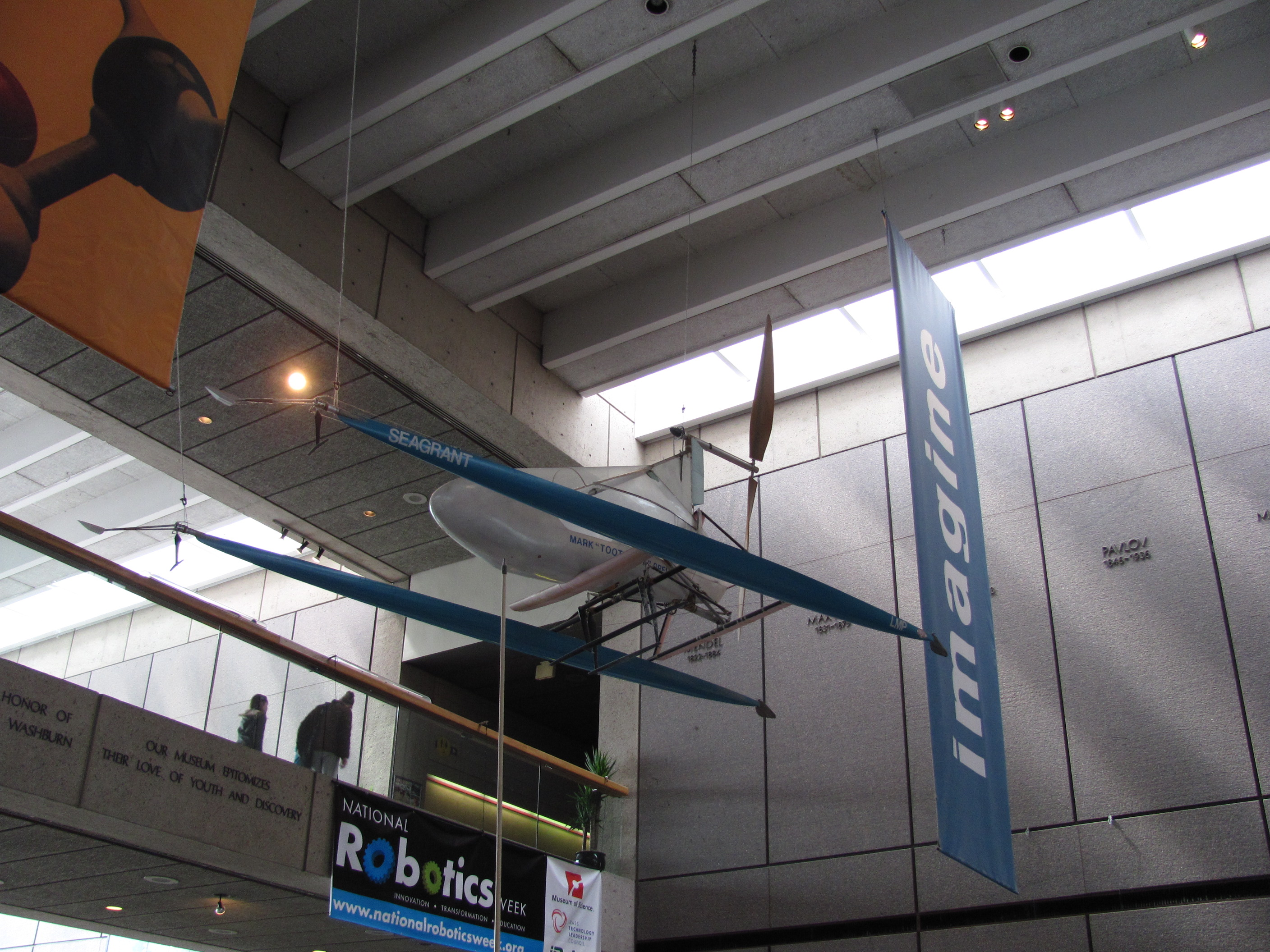
Le Decavitator, au Musée de la science de Boston.

- Le Decavitator est un engin de record de type catamaran propulsé par une hélice aérienne. La sustentation est assurée en dynamique par deux petits foils avant et un foil principal arrière. Un foil supplémentaire (rétractable) est immergé aux basses vitesses.
- L'aquaskipper est un engin de plage qui présente un double foil à l'avant et un grand foil à l'arrière. Le mouvement de haut en bas donné par l'utilisateur, imprime un mouvement ondulatoire sur le foil arrière grâce à un ressort en fibre de verre placé entre la fourche avant et la plateforme arrière. Le « surfeur » se tient debout sur la plateforme arrière[10].
- La pratique du pumping consiste à faire décoller une planche équipée d'un hydrofoil et d'un stabilisateur[11].

### Véhicules à propulsion éolienne

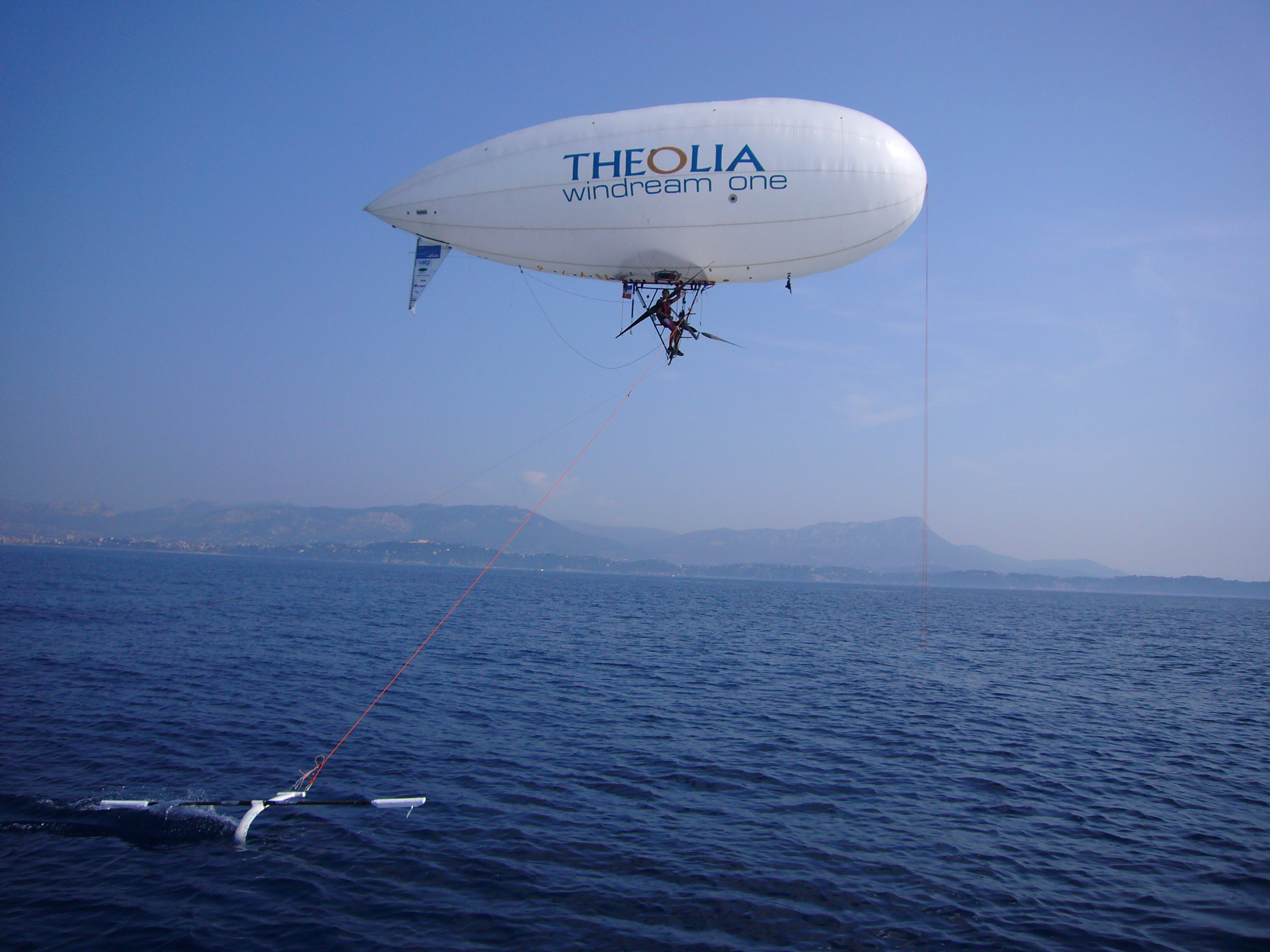
LAerosail de Stephane Rousson.

Un voilier des airs ou voilier « sans masse » est un ensemble mobile maritime composé d'un élément maritime et d'un élément éolien,
Ce mode de transport utilise la force du vent, l'énergie éolienne, pour se déplacer comme un voilier avec une dérive qui lui permet de remonter au vent.
Un voilier des airs a pour objectif de supprimer les traînées hydrodynamiques de la coque dans l’eau, la masse volumique des parties immergées devenant très faibles. Sa masse, incluant l'équipage, est essentiellement sustentée par la partie aérienne, ce qui en fait la différence principale avec un voilier de type hydroptère dont la masse est sustenté par des foils, d'où le nom de voilier sans masse (faisant référence à la masse volumique de la partie immergée très faible).
L'ensemble peut-être composé pour la partie aérienne d'un ballon, d'une aile de kite ou toute autre forme aérienne permettant d'engendrer une force aérodynamique de traction et pour la partie nautique d'un hydrofoil. Les deux parties étant reliées par un ou plusieurs câbles.

## Conception des surfaces portantes

### Profil
Le profil est la section longitudinale (parallèle à la vitesse) d'une aile portante.
Les profils sont généralement définis par leurs caractéristiques géométriques principales et leurs caractéristiques hydrodynamiques (coefficients de portance, traînée, moment en tangage). Les profils les plus connus (NACA) sont classés géométriquement par familles (distribution d'épaisseur, cambrure, épaisseur). 
La géométrie d'un profil est définie par les éléments suivants :
- La cambrure (rapport flèche de la ligne moyenne/corde) : 
  - si le profil est symétrique (portance de chaque côté), la cambrure est nulle.
  - si le profil est asymétrique (portance privilégiée dans un sens), la cambrure est le plus souvent de l'ordre de 2 à 5 %. On peut faire varier la cambrure avec un volet mobile au bord de fuite.
un profil asymétrique est dit « plan-convexe » si l'intrados est plat.
- L'épaisseur relative (par rapport à la corde), critère important pour la tenue en flexion de l'aile ;
- La distribution de l’épaisseur (rayon du bord d’attaque, emplacement de l'épaisseur maximale).

Le profil est choisi en fonction des critères principaux suivants :
- La cambrure : elle est fonction du coefficient de portance (Cz) demandé ; c'est le critère le plus important ;
- L'épaisseur : elle conditionne la résistance en flexion de l'aile et la déformation sous charge (en fonction de la portée) ;
- La vitesse : distribution de l'épaisseur et des pressions dynamiques pour éviter la cavitation. Il existe des profils dits « cavitants ou super cavitants » (profils spéciaux à faible dépression relative à l'extrados) pour empêcher ou retarder la cavitation aux  grandes vitesses.

### Forme en plan
Une surface portante est caractérisée par : 
- la forme du plan : le plus souvent rectangulaire ou trapézoïdale ;
- l'envergure de l'aile et la corde moyenne du profil, la surface étant le produit des deux ;
- l'allongement, qui est l'envergure divisée par la corde moyenne.

Le choix de la forme en plan est lié à la distribution de portance en envergure souhaitée :
- pour des raisons hydrodynamiques, un fort allongement permet de réduire la traînée induite par la portance ;
- pour des raisons structurelles (poutre en flexion, moment fléchissant), il est souhaitable de limiter l'allongement et d'épaissir les profils.

### Coefficients hydrodynamiques
Le Cz ou coefficient de portance, dépend de la masse, de la surface portante et de la vitesse. Valeur fréquente : 0,4 à 0,7 à la vitesse de croisière. La portance est F = q S Cz avec q = pression dynamique = 1/2 rho V² et rho = masse volumique du fluide.
Le Cx ou coefficient de traînée du foil, dépend :
- Du profil et de son état de surface. La rugosité de surface influe sur le coefficient de traînée de frottement (effet de la laminarité),
- De la traînée induite par la portance (influence de l'allongement, de la forme en plan, des interactions),
- De la proximité de la surface (influence de l'immersion sur le champ de vagues).

### Fonctionnement hydrodynamique
Selon l'effet Coanda et la loi de Newton :
- du fait de la viscosité du milieu, la masse d'air en mouvement qui rencontre un profil cambré suit la surface de ce profil ; la masse d'air est déviée, c'est l'Effet Coanda[12]. En réaction à la quantité de mouvement de la masse d'air déviée dans un sens (vers le bas pour un profil porteur), l'aile est tirée dans l'autre sens (vers le haut), en vertu de la troisième loi de Newton[13]

Selon la différence des vitesses et des pressions :
- la dissymétrie d'un profil cambré entraîne des vitesses plus élevées sur l'extrados et plus faibles sur l'intrados. L'hypothèse d'incompressibilité du fluide étudié permet d'expliquer cela. En effet, cette hypothèse permet de montrer la conservation du débit volumique de l'écoulement. Sur l'extrados, les lignes de courant se resserrent, la surface diminue donc la vitesse augmente par conservation du débit volumique et l'inverse se produit sur l'intrados. Selon le théorème de Bernoulli, utilisable uniquement sous certaines hypothèses supposées vérifiées lorsqu'un foil fonctionne, ( écoulement homogène, incompressible et stationnaire[14]) la pression diminue quand la vitesse augmente et inversement. Ainsi, une surpression se crée sur l'intrados et une dépression sur l'extrados ce qui entraîne une force de portance vers le haut et permet au foil de se soulever.

Cette explication s'applique mal à la portance des profils symétriques minces et des plaques planes sans épaisseur.

#### Limitations physiques
La portance des profils immergés est limitée par la ventilation et la cavitation.
La ventilation est un phénomène lié à la proximité du plan porteur avec la surface. La forte dépression à l'extrados des foils peut créer une aspiration de l'air qui va descendre le long d'un montant (jambe de foil) ou du foil lui-même (foil en « V » traversant la surface). Dans ce cas le profil n'avance plus dans l'eau mais dans un mélange d'air et d'eau, et la portance chute sensiblement. Une parade est l'utilisation de cloisons ou barrières (en anglais « fences ») qui empêchent l'air de descendre le long du foil.
La cavitation est un phénomène consécutif à la trop grande baisse pression sur l'extrados. Lorsque celle-ci atteint localement une valeur égale ou inférieure à la pression de vapeur saturante, des bulles de vapeur d'eau se forment. Cela provoque une chute de la portance, et l'implosion des bulles entraîne une érosion des foils, ainsi que des vibrations et des bruits.

### Calage
Le calage (en anglais incidence ou rake) est l'angle entre la corde du profil (droite joignant le bord d'attaque au bord de fuite) et la référence de position (en général l'assiette de fonctionnement nominal, à la vitesse de croisière. Le calage peut être réglable pour modifier la portance. Bien noter que incidence en anglais ne veut pas dire incidence en français. Noter aussi que le terme anglais rake désigne en aviation, par exemple pour les hélices, la pente locale du bord d'attaque (forme en plan, angle de flèche) et non un angle de calage.

### Angle d'incidence

Angle d'incidence d'un foil

L'angle d'incidence d'un foil (AoA, pour l'anglais angle of attack), ou simplement son incidence, est l'angle entre la corde du profil (droite joignant le bord d'attaque au bord de fuite) et l'écoulement (le vecteur vitesse local). Quand l'assiette augmente, l'incidence et la portance augmentent.
L'angle d'incidence d’un gouvernail, qui est une surface verticale à profil symétrique, est égal à zéro lorsque le gouvernail est dans l'axe du bateau, sous réserve que le bateau ne dérive pas (n'avance pas en crabe).
La portance augmente avec l'incidence (pente de portance). À partir d’un certain angle, dont la valeur varie en fonction du profil et de l'allongement de la surface portante, il y a un décollement de l'écoulement dit décrochage et perte de la portance.

### Angle de portance nulle
Pour un profil symétrique comme un gouvernail, l’angle de portance nulle est égal à zéro : le gouvernail doit être dans l’axe des filets d'eau pour annuler la portance latérale.
Pour un profil asymétrique, pour obtenir une portance nulle, le plan doit être mis en incidence négative ; c’est cet angle qui est appelé « angle de portance nulle ». Un ordre de grandeur de cet angle est donné par la valeur de la cambrure (rapport flèche/corde) du profil : un profil cambré à 4 % a un angle de portance nulle d'environ −4°.